# 寄合番
寄合番（よりあいばん）は、江戸幕府の職名の1つ。生類憐みに関する法令が出された5代将軍徳川綱吉政権期に、犬小屋の犬を養育する目的で新設された役職。小日向台町（現・東京都文京区）の鷹部屋御用屋敷に属して、鶴場の管理や烏・鳶の巣払いも担当した（#生類方御用）。

## 設置
武蔵国多摩郡世田谷領喜多見村（現・東京都世田谷区）にあった御用屋敷に犬が収容されていたが、手狭になったため元禄8年（1695年）から規模の大きな犬小屋が建設され始めた。寄合番は、江戸中の犬を収容する犬小屋が大久保・四谷・中野に新設されるのに伴って設置された。
寄合番に任命されたのは、元は鷹匠を務めていた幕臣たちで、彼らは元禄6年（1693年）9月10日の鷹狩り停止で鷹狩が廃止されたため職を解かれていた。元禄9年（1696年）10月7日には鷹場支配を担当した鳥見が廃止され、その中からも寄合番に異動となった者がいた（「改正甘露叢（かんろそう）」一）。

### 生類方御用
生類方御用の職務は、「鶴場の管理」と「烏・鳶の巣の取り払い」だった。
綱吉は将軍に就任してしばらく後から鶴の放し飼いを実施。貞享3年（1686年）閏3月と同4年（1687年）、小石川（現・東京都文京区）の田んぼに幕府が飼育していた鶴を放して、野生の鶴をここにおびき寄せようとした。こうして鶴が居ついた場所は早稲田（同新宿区）にも存在したようで、こうした場所を鶴場（つるば）・放鶴場（ほうかくば）と呼び、役人に管理させることになった。こうした鶴の放し飼いは、鶴の保護と放生、そして鶴の増殖を人為的な管理のもとにおこうとする目的で行われたと考えられている。寄合番は、江戸周辺の村々から放し飼いの鶴の飛来情況の報告を受け、鶴が飛んできた村に番人を付けて見守らせ、鶴が居つくよう手助けをするように指示した。そして、村々では細々とした決まりの遵守を請書で誓約し、小日向台町の鷹部屋御用屋敷に提出した（『越谷市史』史料一）。
巣の取り払いは、貞享5年（1688年）2月23日に森林や街道の並木、屋敷周辺の山に烏・鳶が巣を作らないように見廻り、巣があった場合は取り払うよう命じたのが始まりで、巣掛けに気付くのが遅れてすでに鳥が産卵していた場合は巣を取り払うのは問題であるとして、年貢地・武士屋敷・寺社に通達するように命じた（「武家厳制録（ぶけげんせいろく）」三九九号）。当初この法令は幕領の村々を対象にしていたが、「江戸近辺五里程之内」の幕領・大名領・旗本領・寺社領の村々へと範囲が広げられ、元禄6年以降は毎年江戸の町方にも出された。当初は、巣払いは廃職されるまで鳥見が所管していた。

## 寄合番役人
元禄8年5月23日に野辺英当・尾関甚左衛門・井口宗貞・比留正房・沢実重の5名が寄合番に就任。新設された大久保と四谷の犬小屋の支配となった（「常憲院殿御実紀」『徳川実紀』元禄八年五月二十三日条）。野辺以外の4人は元禄7年（1694年）まで近江国に居住していた鷹匠で、江戸に引越しを命じられたばかりだった（『京都御役所向大概覚書』上巻）。尾関甚左衛門の父・正平（まさひら）は手鷹師を務めていたが寄合番となり、元禄7年に死去。甚左衛門は見習を経て寄合番となり、同年7月11日に父の後を継ぐ。知行100石を賜り、後に四谷の御犬預となる。「柳営日次記」によれば、5名のうち比留が大久保の、残る4人が四谷犬小屋の支配であった。
そのほかに、父・盛近とともに鷹匠を務めた山本尚盛が元禄6年9月16日に寄合番に異動。尚盛の嫡男・尚柾は元禄9年6月25日に寄合番に就任。宝永元年（1704年）正月25日に尚盛が没した後、同年4月3日に家督を継ぐ。手鷹匠出身の佐原元正は、山本父子とともに寄合番支配を担当した。
鳥見からは天野政将・林勘右衛門・若林義豊・幸田正信・岡田甚右衛門・海野良幸が配属。天野は寄合番支配の山本尚盛・佐原元正の補佐、他の5名は山本・佐原の指揮下に属して生類方御用を担当することになった（「改正甘露叢（かんろそう）」一）。
元禄9年6月18日、四谷犬小屋支配の井口は病気で退任し、代わりに鳥見の飯田長左衛門が就任（「柳営日次記」）。同年7月10日には小姓組の松平次郎左衛門が大久保・四谷犬小屋の支配を命じられた（「甘露叢」）。
元禄8年10月29日に中野の犬小屋が落成した後、大久保犬小屋担当の比留正房が管理を命じられ、同年11月9日には沢奉実と2名で管理を担当することとなった（「常憲院殿御実紀」）。下役人は、風呂屋方・賄方・小普請手代組頭・細工所同心・寄合番下役・小石川御殿番同心組頭・掃除之者組頭など11人が着任した（「柳営日次記」）。翌年正月29日にも、納戸同心・腰物同心・賄方・細工方・寄合組など7人が増員された（「柳営日次記」）。以降も、犬小屋組織拡充に伴い人員が追加されていった（「改正甘露叢」「常憲院殿御実紀」）。

## 廃止後
徳川綱吉の没後、寄合番は廃止された。
寄合番支配の山本尚柾と佐原元正は宝永6年（1709年）12月25日にその務めを解かれて小普請入となった。尚柾は徳川吉宗が8代将軍に就任した直後の享保元年（1716年）9月16日に山本家が務めてきた鷹匠の役職に復帰し、手鷹匠となった。
尾関甚左衛門の養子・七右衛門は正徳4年（1714年）6月26日に家を継ぎ、享保元年9月16日に御手鷹師になっている。